# Mikael Judas
Michael Cole (25 de julio de 1974) es un luchador profesional estadounidense más conocido por el nombre del anillo Mikael Judas y conocido por su paso por Total Nonstop Action Wrestling bajo el nombre de Murphy.

## Carrera profesional de lucha libre

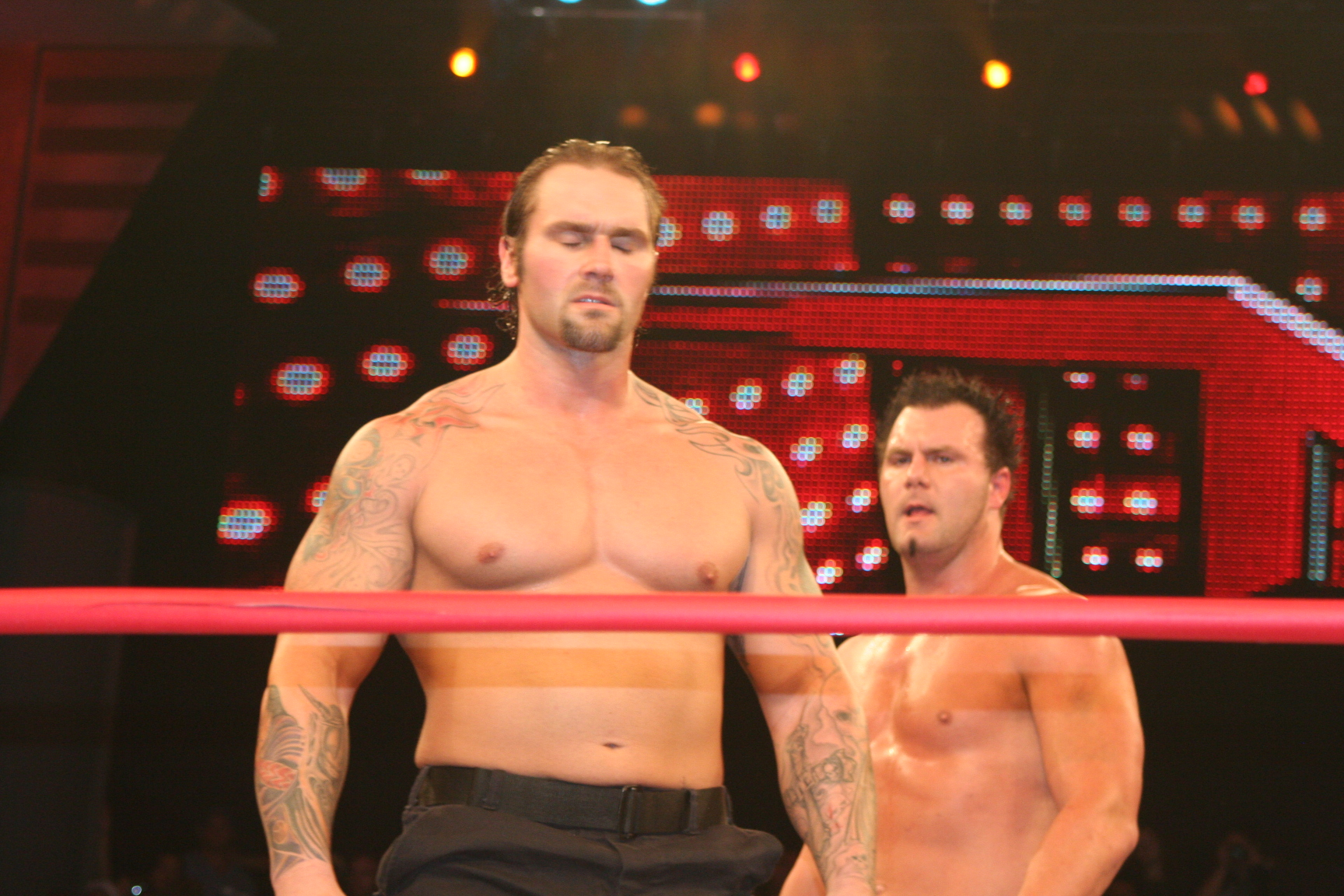
Los luchadores profesionales Gunner (Phill Shatter) y Murphy (Mikael Judas) en un TNA Impact! grabación.

Mikael Judas se estrenó en junio de 1999 y comenzó a trabajar para muchas promociones independientes situado en el sureste de los Estados Unidos. El "sacerdote de castigo" fue generado en Puerto Rico en la promoción de la IWA, donde el primero Adryan Mikal se convirtió en un monstruo inhumano y aparentemente pasó a ganar el Mundial de los grupos Heavyweight Championship. Para los últimos años, Judas ha tenido mucho éxito en la alianza de lucha nacional y ha estado cerca de ganar el título de peso pesado y la anarquía NWA el Campeonato Peso Pesado de NWA Nacional en varias ocasiones. Se basa en el chokeslam y el Crucifejo El (Bomba crucifijo de energía) para derrotar a los oponentes. Tiene una tolerancia increíble para el dolor y es inmensamente popular en la anarquía NWA debido a su físico impresionante y sorprendente presencia en las capacidades del anillo. Judas se siente con su deber nacido para buscar venganza contra los ladrones, mentirosos y ladrones que impregnan la industria de la lucha, de ahí el apodo. Como un hombre famoso dijo una vez: "No se trata de venganza, se trata de un castigo.

### NWA Wildside (2002-2005)
Mikael Judas se convirtió en una parte de la NWA Wildside como un hombre Mafia Mikal Adryan mayo de 2002 como parte de los swingers Elite.
En junio de 2003 ese grupo se disolvió y se convirtió en un asesinato y Los soldados de Dark City en junio de 2003. 12 2003 Jeff G. Bailey ofreció a Judas la oportunidad de ser parte de la élite NWA con Rainman, Azreal y Jason Cruz.
Judas ha tenido partidos de Dark con dos WWE y TNA.

### NWA Anarchy (2005-presente)
Tras la muerte de NWA Wildside, Judas se convirtió en una estrella arriba con la anarquía NWA, incluyendo ganar el Campeonato Peso Pesado de NWA anarquía en ambiente hostil en el 2005. Actualmente, Judas es el tiempo de 2 anarquía NWA Heavyweight Champion, tras haber derrotado ex campeón, Shadow Jackson y es administrado por el Sr. ISTIC Esq. Cid.

### International Wrestling Association (2006-2007)
Llegó a Puerto Rico bajo el nombre de Mikael Judas y fue traído por Savio Vega simplemente para destronar del campeonato mundial a Shane Sewell lo cual logró. Luego se enfrentó a luchadores como El Chicano, Ray González, Lightning, a los cuales derrotó en ocasiones conservando el campeonato. En el evento Christmas In PR perdió el título ante Ray González en una lucha muy sangrienta. Luego hizo una alianza con Lightning y Ray González atacando a luchadores y hasta llegaron a atacar monstruosamente a Orlando Toledo el gerente general de la IWA en aquel entonces, lo que causó que rogaran la ayuda de Ricky Banderas quien se enfrentó a Mikael Judas Donde Judas cayó derrotado ante Banderas. Luego se enfrentaron en parejas Ricky Banderas y Shane contra Mikael Judas y Lightning, al final la rivalidad Banderas y Judas se terminó en una lucha de ataúd cuando Mikael Judas derrotó a Banderas e incendió con fuego el féretro. Luego El Chicano ganó el título mundial ante Bison lo que causó que Judas se interesara por el título. Ya Orlando Toledo del lado de los rudos le dio la oportunidad a Judas de que se enfrentara al Chicano por el campeonato al cual derrotó en su primera defensa pero la lucha fue reiniciada y El Chicano ganó con un "roll up". En la revancha Judas volvió a caer derrotado ante El Chicano y tuvo una tercera oportunidad en una lucha Hardcore la cual también perdió cuando El Chicano atravesó una silla sobre la cabeza de Judas. Orlando Toledo cansado ya de las derrotas de Judas le dio la oportunidad al Gigante Colossus y a Kafu de tener una serie de luchas para ganarse un contrato con la WWE , Judas ganó su lucha ante Mr. Big pero fue atacado por Bison lo que causó que Judas pidiera una oportunidad para luchar ante Bison. La lucha fue ganada Por Bison y la revancha también fue ganada por Bison. Después de un tiempo Judas terminó su contrato con la IWA y regresó a la NWA.

### NWA Charlotte (2009)
Judas es uno de los favoritos de los fanes superior con NWA Charlotte también. Su presencia en la empresa se ha dejado sentir por todos y se ha convertido en una fuerza a ser tratado después de unirse al grupo III

### Total Nonstop Action Wrestling (2010-2011)
El 23 de junio de 2010, grabaciones de Impact Total Nonstop Action Wrestling es! programa de televisión, Judas hizo su debut junto con compañero Phill añicos como en el aire TNA de seguridad. Esto se considera una extendida prueba para los dos, y puede llevar a "algo más grande" en la línea. En el 29 de julio de 2010 edición de TNA Impact! grabación, Judas, ahora con el nombre de Murphy, y romper, con el nombre de Gunner, salió después de un altercado participación de Jeff Hardy y el Sr. Anderson con Matt Morgan, y atacó a Hardy y Anderson, convirtiendo así el talón. A continuación, se unió a Morgan en un handicap match, donde fueron derrotados por Hardy y Anderson.  Después de aparecer junto a Morgan la semana siguiente, el ángulo de Gunner y Murphy con él se suspendió y volvió a ser guardias de seguridad regulares.  En el 21 de octubre edición de Impact! Gunner y Murphy se alinearon con Jeff Jarrett y le ayudó a vencer a Samoa Joe.  En Turning Point Gunner y Murphy intervino en un partido entre Jarrett y Joe, ayudando a Jarrett recoger la victoria.  En la siguiente edición de Impacto ! Gunner y Murphy hizo su regreso en el ring, perdiendo ante Samoa Joe en un handicap match.  Después de pelea de Jarrett con Samoa Joe terminó, Gunner y Murphy se convirtió en miembros regulares de la inmortal estable y menos involucrado con Jarrett. Al 9 de diciembre grabaciones de Xplosion Gunner y Murphy logró su primera victoria en el TNA, derrotando a tinta Inc. (Jesse Neal y Shannon Moore) en una pelea por equipos.  El 13 de febrero de 2011, en Contra Viento y Marea, Gunner Murphy y luchó su primer PPV de TNA partido, una etiqueta de seis hombres encuentro por equipos, donde se asoció con su inmortal Terry Rob cuadra en un esfuerzo por perder contra James Storm, Robert Roode y Scott Steiner.  En febrero de tanto Gunner y Murphy firmó dos años de contrato con TNA, que los vio movido de sus funciones como guardias de seguridad sólo en el roster activo.  El 24 de febrero la edición de Impact!, Gunner y Murphy derrotó a Eric Young y Orlando Jordán para ganar su primera oportunidad por el TNA Campeonato Mundial de Tag Team, que se celebró por Beer Money, Inc. (James Storm y Robert Roode).  Ellos reciben su oportunidad por el título en la siguiente edición de Impact!, pero fueron derrotados por Beer Money, Inc.  El 17 de marzo la edición de Impact!, Murphy se lucha en una danza de tres vías para el campeonato de la televisión libre TNA en contra de Gunner y Rob Terry. Gunner iba a ganar el partido y el título.  Mientras Gunner pasó a defender su título recién conquistado, Murphy formó una nueva asociación con Terry y juntos los dos de ellos iban a desafiar infructuosamente a Beer Money, Inc. para el TNA World Tag Team Championship en una steel cage match en el 21 de abril la edición de Impact!.  En la edición 5 de mayo de Impact!, Murphy fue expulsado del inmortal después de perder un combate contra Rob Terry en el que el perdedor debía abandonar Immortal. Murphy estuvo inactivo hasta el 13 de octubre, cuando su perfil fue eliminado de la página del roster de TNA.

### National Wrestling Alliance (2021-presente)
Dirigido por "The Sinister Minister" James Mitchell, Judais haría su regreso como el decimotercer contendiente en el Campeonato Nacional de Peso Pesado #1 Contender Battle Royal en NWA 73 en San Luis, Misuri.
Judais cobró su oportunidad contra Chris Adonis en el PPV de diciembre, "Hard Times 2". Se lesionaría la rodilla en un tendedero de cuerda superior, lo que le permitiría a Adonis aplicar The Masterlock. Judais se desmayaría del dolor al perder el partido.
En las siguientes semanas, Mitchell y Judais comenzaron a reclutar "seguidores" en su stable The Miserably Faithful. Comenzaron con el favorito de los fanáticos, Sal Rinauro. Más tarde agregarían Gagz The Gymp y Max The Impaler. En el NWA Powerrr emitido el 5 de julio, se enfrentó a AJ Canaza y a Odinson por una oportunidad al Campeonato Mundial  Televisivo de la NWA de Tyrus, sin embargo perdió.

## En lucha
- Finishing moves
  - El Crucifijo (Crucifix powerbomb)[1]

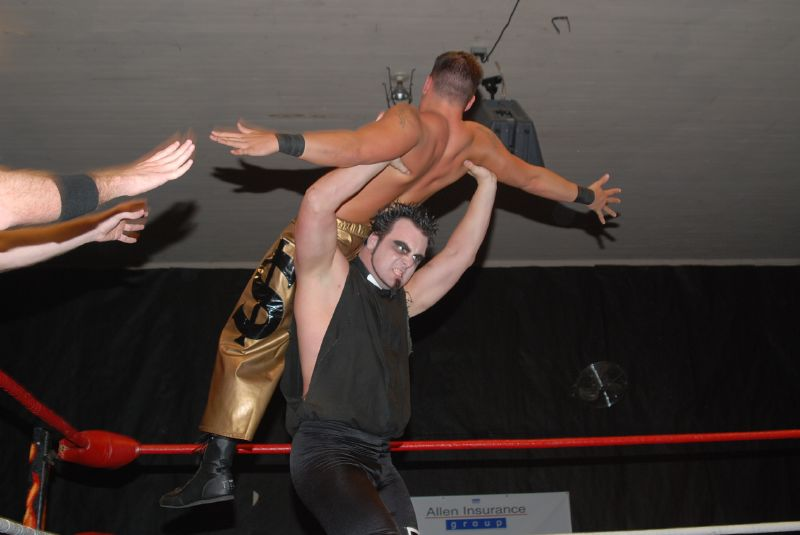
Judas realizando El Crucifijo.

  - Assisted Suicide (Pumphandle slam)

- Signature moves
  - Diving lariat
  - Running arched big boot

- With Gunner
  - Sidewalk slam (Murphy) / Diving elbow drop (Gunner) combination

- Managers
  - Jeff G. Bailey
  - Mr. Cid Istic
  - Savio Vega
  - Orlando Toledo

- Nicknames
  - "The Priest of Punishment"
  - "One Man Mafia"
  - " The fallen Angel"

## Campeonatos y logros
- Anarchy Wrestling
  - NWA Wildside Tag Team Championship (1 vez) – con Azrael
  - NWA Anarchy Heavyweight Championship (3 veces)
  - NWA Anarchy Tag Team Championship (2 veces) - con Tank & Shaun Tempers (2), Azrael (1)
  - NWA Wildside Future Star (2004)
- Battlezone Wrestling
  - BZW Heavyweight Championship (1 vez)
- CWF
  - CWF Heavyweight Championship (1 vez)
    - Comité de Empresa Europeo
    - Comité de Empresa Europeo del Campeonato Hardcore (1 vez)
- Internacional Wrestling Association
  - IWA World Heavyweight Championship (1 vez)
- National Wrestling Alliance
  - NWA Tag Team Wildside Championship (1 vez) - con Azrieal
  - NWA Anarchy Heavyweight Championship (2 veces)
    - NWA Wildside futura estrella (2004)
- Pro Evolution Wrestling
  - PWE Heavyweight Championship (1 vez)

- SCW
  - SCW Tag Team Championship (1 vez)
- UWF
  - UWF Heavyweight Championship (2 veces)
  - UWF Tag Team Championship (2 veces)
- World Wrestling Council
  - WWC Universal de Heavyweight Championship (3 veces)
  - WWC Tag Team Championship (2 veces)
    - WWC novato del año (2000)
    - WWC luchador del Año (2000)
    - WWC Tag Team del Año (2001)
    - WWC luchador del Año (2001)
- Pro Wrestling Illustrated
  - PWI lo Rankeo # 153 de las mejores escoge a luchadores de 500 de los PWI 500 en 2010